# Несс, Аарон
Аарон Дуглас Несс (англ. Aaron Douglas Ness; 18 мая 1990, Розо, Миннесота) — американский хоккеист, защитник.

## Карьера игрока

### Ранние годы
Несс начал играть в хоккей в средней школе своего родного города Розо. В 2008 году Аарон, как самый выдающийся хоккеист-старшеклассник Миннесоты, получил награду штата «Господин Хоккей». Для того, чтобы начать играть в хоккей в колледже на один год раньше, Несс прошёл ускоренный школьный курс. Аарон учился в Университете штата Миннесота, где играл три сезона в NCAA за «Голден Гоферз». По итогам сезона 2010-11 игрок был включен в команду всех звезд Западной хоккейной ассоциации колледжей (WCHA).
В юности Несс удостаивался сравнений с Брайаном Личем и Филом Хаусли.

### Профессиональная карьера
Несс был выбран клубом «Нью-Йорк Айлендерс» на драфте НХЛ 2008 года во втором раунде под общим 40-м номером.
16 марта 2011 года «Айлендерс» подписали с защитником трехлетний контракт новичка. Остаток сезона 2010-11 Аарон провел в фарм-клубе «Бриджпорт Саунд Тайгерзс» в АХЛ, где набрал 4 (1+3) очка в 13 играх. Всего за «Тайгерз» в АХЛ он отыграл 4 полных сезона, время от времени вызываясь в НХЛ в «Нью-Йорк Айлендерс».
В июле 2014 года Аарон принял квалификационное предложение «островитян» и подписал годичный контракт на $ 827 тыс.
Сезон 2014-15 хоккеист провёл в качестве капитана команды «Бриджпорт Саунд Тайгерс», сыграв 74 матча, набрав 45 очков (8+37) и 62 минуты штрафа.
1 июля 2015 года Несс в качестве свободного агента подписал однолетний контракт с «Вашингтон Кэпиталз».
В июне 2016 года контракт с игроком был продлен. Стороны подписали двухлетний двусторонний контракт, по которому средняя зарплата Аарона в НХЛ составила $ 612,5 тыс., а в АХЛ — $ 406,25.
1 июля 2019 года подписал двухлетний контракт с «Аризоной Койотис».

### Международная карьера
Несс выиграл бронзовую медаль с командой США на чемпионате мира среди юниоров 2008 года.

### Семья
Отец Аарона, Джей, также вырос в Розо и играл в хоккей за Университет Северной Дакоты. Он был выбран клубом «Чикаго Блэкхокс» на драфте НХЛ 1982 года в седьмом раунде.